# 1932 في فلسطين الانتدابية
تعرض هذه الصفحة أحداث عام 1932 في الانتداب البريطاني على فلسطين.

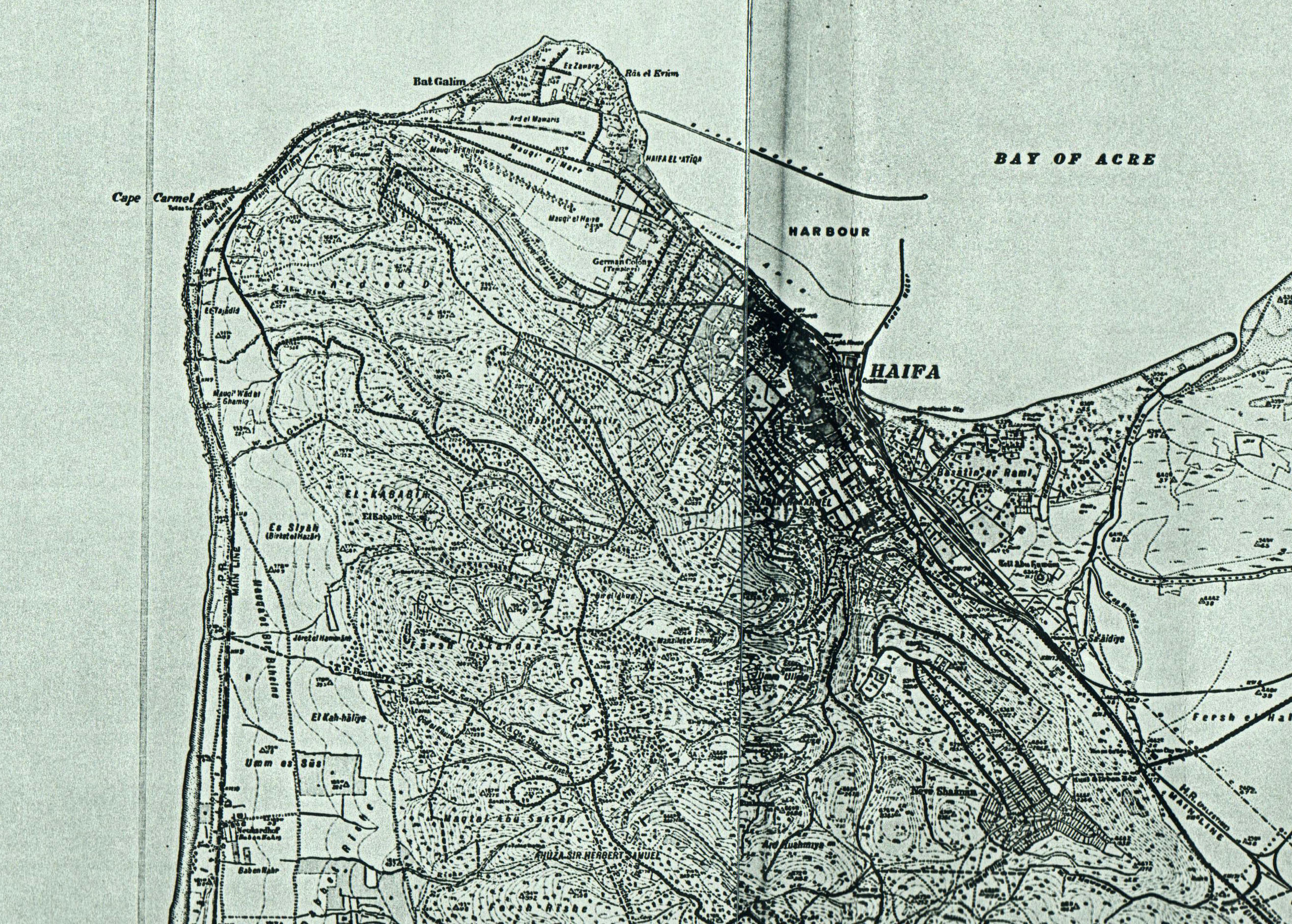
حيفا 1932 1: 20،000

## شاغلو الوظائف
- المفوض السامي- السير آرثر جرينفيل واشوب.
- أمير شرق الأردن- عبد الله بن الحسين.
- رئيس وزراء شرق الأردن - عبد الله بن عبد الرحمن سراج.

## الأحداث
- وفقًا للإحصاءات الرسمية، كان هناك 9555 مهاجرًا يهوديًا خلال عام 1932.
- 23 كانون الثاني- تأسيس كفر يونا.
- 28 آذار (مارس)- افتتحت في تل أبيب ألعاب المكابيه عام 1932، وهي أول ألعاب المكابيه التي أقيمت على الإطلاق.
- 19 تموز (يوليو)- تأسيس موشاف أفيحايل على قطعة أرض من الكثبان الرملية مملوكة للصندوق القومي اليهودي.
- 13 آب- تأسيس حزب الاستقلال (فلسطين).
- 1 كانون الأول (ديسمبر)- نُشرت للمرة الأولى صحيفة "فلسطين بوست" (التي تُعرف الآن باسم "جيروزاليم بوست").

### تواريخ غير معروفة
- تأسيس كيبوتس معابروت من قبل يهود رومانيين تابعين لحركة هشومير هاتزير.
- تأسيس كيبوتس آفيكيم من قبل يهود روس منتسبين إلى حركة هشومير هاتزير.
- تأسيس موشاف تل تسور من قبل مدرسي مدرسة هرتسليا العبرية بقيادة حاييم بوغر. دُمج لاحقاً الموشاف مع إيفين يهودا.
- تأسيس موشاف بئر جنيم من قبل موظفين سابقين في شركة أعمال البحر الميت. دُمج لاحقًا الموشاف مع إيفين يهودا.
- تأسيس موشاف رمات تيومكين. اندمجت الموشاف مع نتانيا عام 1948.
- تأسيس موشاف نتعيم من قبل سكان قرى أخرى كجزء من مستوطنة مخطط ألف.
- تأسيس موشاف جاني أم من قبل مهاجرين من ألمانيا كانوا أعضاء في مجموعة هعوفيد هتسيوني.
- تأسيس موشافا إيفين يهودا من قبل جمعية " بني بنيامين " على الأراضي التي استحوذ عليها صموئيل س. بلوم.
- تأسيس كيبوتس جفعات حاييم من قبل المهاجرين اليهود الأوروبيين.

## الولادات البارزة
- 12 كانون الثاني (يناير)- إيتسيك كول منتج أفلام إسرائيلي (توفي عام 2007).
- 13 كانون الثاني (يناير)- شفيق الحوت، سياسي وكاتب عربي فلسطيني، أحد مؤسسي منظمة التحرير الفلسطينية (توفي عام 2009).
- 1 فبراير- باتشيفا كانيفسكي، ريبيتزين إسرائيلي (توفي عام 2011).
- 10 شباط- يوسف باغاد، سياسي إسرائيلي ومدرسة روش يشيفا.
- 22 شباط/ فبراير- زفي عوفر، جندي إسرائيلي، والحاكم العسكري السابق لنابلس (توفي عام 1968).
- 22 آذار/ مارس- نحميا سيركيس، رامية رياضية ومصممة أسلحة نارية إسرائيلية.
- 2 مايو- آرييل وينشتاين، سياسي إسرائيلي وصحافي (توفي عام 1996).
- 9 يوليو- مقتل أميتزور شابيرا، مدرب ألعاب القوى الإسرائيلي، في أولمبياد ميونيخ (توفي عام 1972).
- 25 يوليو- استير ستريت-ورزل، مؤلفة ومربية أطفال إسرائيلية (توفيت عام 2013).
- 21 آب- ميناشي كاديشمان رسام ونحات إسرائيلي (توفي عام 2015).
- 28 آب/ أغسطس- ياكير أهرونوف، فيزيائي إسرائيلي.
- 9 أكتوبر- دفورا عومر، كاتب إسرائيلي (توفي عام 2013).
- 31 تشرين الأول- روث راسينك، ناشطة اجتماعية وسياسية إسرائيلية.
- 5 تشرين الثاني (نوفمبر)- يوسي باناي، فنان ومغني وممثل وكاتب مسرحي إسرائيلي (توفي عام 2006).
- 13 تشرين الثاني- ناحوم راكوفر، فقيه إسرائيلي.
- 19 تشرين الثاني (نوفمبر)- عبد الرحمن الزعبي، قاض إسرائيلي عربي، أول عربي يشغل منصب قاض في المحكمة العليا لإسرائيل (توفي عام 2014).
- 20 تشرين الثاني (نوفمبر)- يونا فيشر، أمينة فنية إسرائيلية (توفت عام 2022).
- 23 كانون الأول (ديسمبر)- أفراهام شرير، سياسي إسرائيلي (توفي عام 2017).
- التاريخ الكامل غير معروف
  - إيلي هورفيتز، صناعي إسرائيلي، رئيس مجلس إدارة ومدير تنفيذي سابق لشركة صناعات تيفا الصيدلانية (توفي عام 2011).